# Omphalea brasiliensis
Omphalea brasiliensis är en törelväxtart som beskrevs av Johannes Müller Argoviensis. Omphalea brasiliensis ingår i släktet Omphalea och familjen törelväxter. Inga underarter finns listade i Catalogue of Life.